# Parafia Świętego Teodora Męczennika i Najświętszego Serca Pana Jezusa w Kociszewie
Parafia św. Teodora Męczennika i Najświętszego Serca Pana Jezusa w Kociszewie – parafia rzymskokatolicka znajdująca się w archidiecezji łódzkiej w dekanacie zelowskim.

## Historia

### Kościół
Kościół został erygowany przez abp gnieźnieńskiego Michała Jerzego Poniatowskiego 16 lutego 1789 r.
Pierwszy kościół zabudowano w 1660 z fundacji Rościsława i Zofii Walewskich, spłonął w 1765, obecny kościół wzniesiony w 1775 z fundacji miecznika sieradzkiego Zygmunt Dobka, poświęcony w 1783, do czasu erekcji parafii w 1789 był kościołem filialnym parafii pw. św. Wawrzyńca w Łobudzicach. Budowla drewniana o charakterze zrębowym. Nawa główna o rzucie prostokąta i węższe od niej prezbiterium zamknięte wielobocznie, zakrystię z lewej strony prezbiterium oraz węższą część frontową obejmującą kruchtę i chór muzyczny.
W ołtarzu bocznym obraz Serca Jezusowego, w ołtarzach głównym obrazy MB Częstochowskiej i Św. Teodora; ołtarz główny i ambonka z drewna; organy 8-głosowe, Droga Krzyżowa.
W 2021 rozpoczęły się prace remontowe kościoła, obejmujące m.in. wymianę pokrycia dachowego.

## Proboszczowie
- ks. Barnaba Grzmielewski (1909–1914)
- ks. Michał Balcerowski (1914–1920)
- ks. Józef Hurko (1920–1922)
- ks. Leon Kaszyca (1922–1927)
- ks. Józef Krukowski (1927–1930)
- ks. Czesław Patrycy (1930–1932)
- ks. Tadeusz Oskierko (1932–1933)
- ks. Franciszek Szymczyk (1933–1945)
- ks. Tadeusz Kowalczyk (1945–1946)
- ks. Franciszek Szymczyk (1946–1951)
- ks. Stanisław Mazur (1951–1959)
- ks. Roman Krajewski (1959–1960)
- ks. Antoni Jagodziński (1960–1966)
- ks. Mieczysław Szurgociński (1966–1968)
- ks. Mieczysław Lipiński (1968–1983)
- ks. Jan Ciesielczyk (1983–1988)
- ks. Marian Wiewiórowski (1988–1990)
- ks. Grzegorz Kaźmierczak (1990–1998)
- ks. Zdzisław Jakubik (1998–2014)
- ks. Mirosław Wujek (2014–2021)
- ks. Jarosław Fijałkowski (od 2021)

## Kaplice na terenie parafii
- Kaplica pw. św. Jana Pawła II w Domu Pomocy Społecznej w Zabłotach

## Wspólnoty parafialne
- Żywa Róża